# Colí de Moctezuma
El colí de Moctezuma (Cyrtonyx montezumae) és una espècie d'ocell de la família dels odontofòrids (Odontophoridae) que habita zones de boscos, matolls i semideserts del sud dels Estats Units i gran part de Mèxic.

## Taxonomia
S'han descrit 4 subespècies:
- C. m. mearnsi Nelson, 1900. Del sud-oest dels EUA i Mèxic septentrional.
- C. m. montezumae (Vigors, 1830). De Mèxic central.
- C. m. rowleyi Phillips, AR, 1966. De Mèxic meridional.
- C. m. sallei Verreaux, J, 1859. De Mèxic sud-occidental.

Modernament alguns autors han inclòs les dues subespècies meridionals dins una espècie diferent: colí de Sallé (Cyrtonyx sallei) J Verreaux, 1859.